# El destí de la dama grisa
El destí de la dama grisa (en català central) o El destí de la bruixa bona (en valencià; títol original en anglès, The Good Witch's Destiny) és un telefilm canadenc del 2013 escrit per Annie Young Frisbie i dirigit per Craig Pryce. La pel·lícula és protagonitzada per Catherine Bell, Chris Potter, Hannah Endicott-Douglas, Matthew Knight, Peter MacNeill, Catherine Disher, Robin Dunne i Elizabeth Lennie. El destí és la sisena entrega de la sèrie de pel·lícules Dama Grisa. La pel·lícula es va estrenar a Hallmark Channel el 26 d'octubre de 2013. S'ha doblat al català central per a TV3 amb el nom d'El destí de la dama grisa, i al valencià per a À Punt amb el títol d'El destí de la bruixa bona.

## Repartiment
- Catherine Bell com a alcaldessa Cassandra "Cassie" Nightingale
- Chris Potter com aJake Russell
- Hannah Endicott-Douglas com a Lori Russell
- Matthew Knight com a Brandon Russell
- Peter MacNeill com a George O'Hanrahan
- Catherine Disher com a Martha Tinsdale
- Robin Dunne com a Drew
- Elizabeth Lennie com a Gwen
- Noah Cappe com a Derek Sanders
- Dani Kind com a Mia
- Ashley Leggat com a Tara
- Kate Todd com a Helen
- Lisa Ryder com a Alicia Quince